# Căpăstru

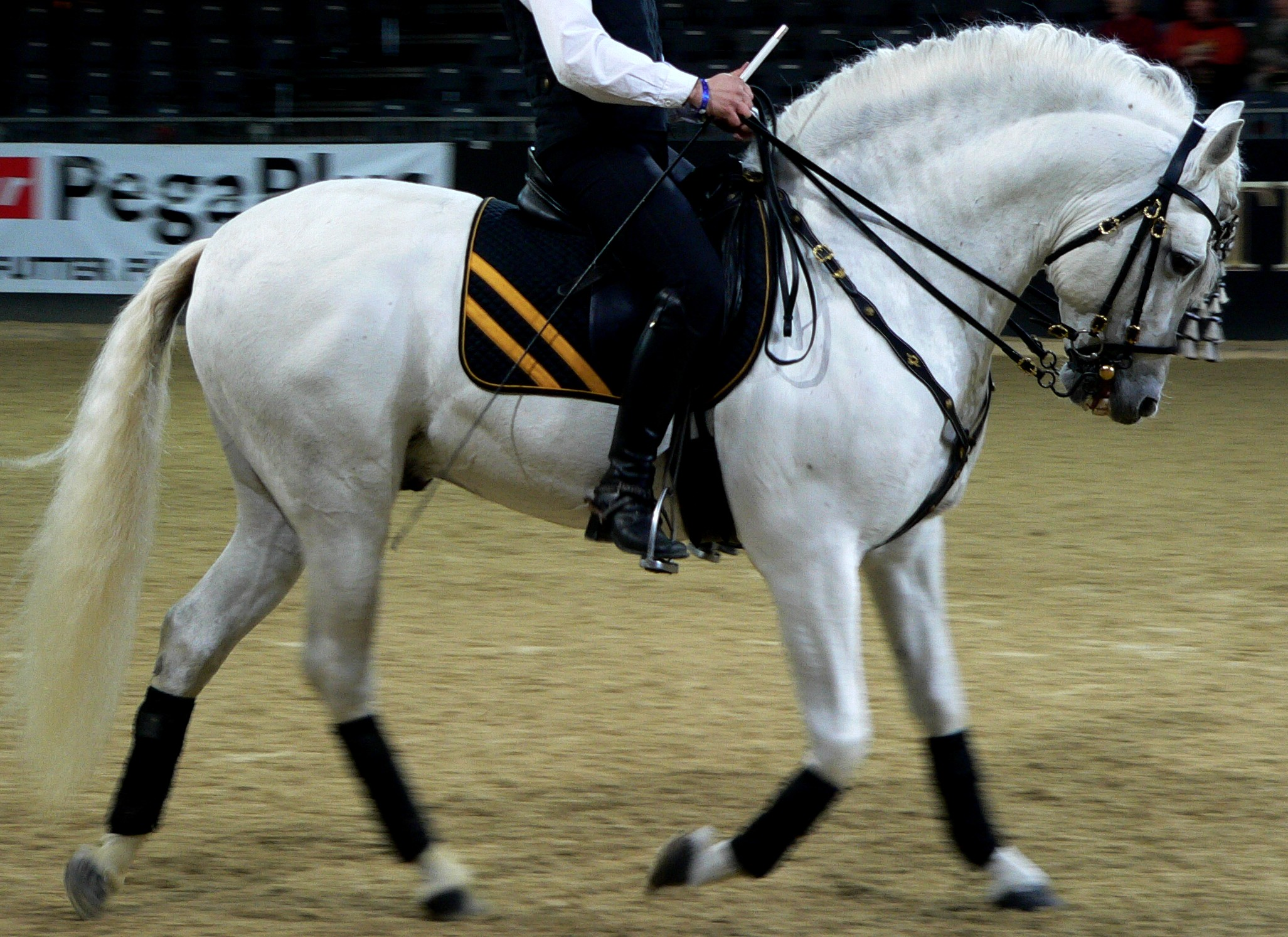
Căpăstru legat de frâurile ţinute de călăreţ

Căpăstrul este o piesă de harnașament folosită pentru a dirija calul. Această piesă este formată dintr-un set de curele de piele fixat pe capul animalului și zăbala care se află în cavitatea sa bucală. 

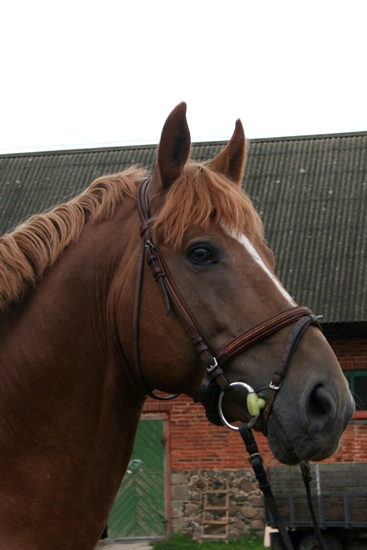
Căpăstru